# Lída Nopová
Lída Nopová (* 9. května 1947 v Domažlicích) je česká zpěvačka, klávesistka, hudební pedagožka, hudební skladatelka a aranžérka.
Hru na klavír vystudovala na Plzeňské konzervatoři, kompozici a zpěv studovala soukromě.
Od roku 1987 působí jako pedagožka na Pražské konzervatoři, kde je od roku 1993 vedoucí oddělení populární hudby. Vyučuje též na Konzervatoři Jana Deyla.
Jejím bývalým zetěm je tanečník, herec a moderátor Richard Genzer.

## Pěvecká působiště
- 1970-1972 Armádní umělecký soubor Víta Nejedlého
- 1972-1973 Country Beat Jiřího Brabce
- 1973-1983 divčí vokální trio Bezinky
- 1979-1987 Orchestr Ladislava Štaidla, doprovodná skupina Karla Gotta

## Vokální spolupráce
- Pavel Bobek, od roku 1986
- Hana Zagorová od roku 2002 - zde také jako hráčka na klávesové nástroje

## Pěvečtí žáci
- Monika Absolonová
- Linda Finková
- David Koller
- Magda Malá
- Petr Muk
- Radůza
- Patrik Stoklasa
- Dagmar Sobková (Dasha)
- Josef Vágner

## Filmografie
- 1983 Anděl s ďáblem v těle (zpěv [za Zdenu Studénkovou])
- 1988 Anděl svádí ďábla (zpěv [za Zdenu Studénkovou])
- 2001 Rebelové (hudební spolupráce)